# Yann Sauvé
Yann Sauvé, född 18 februari 1990, är en kanadensisk professionell ishockeyspelare som tillhör NHL–organisationen Florida Panthers och spelar för Portland Pirates i AHL. Han har tidigare spelat för Vancouver Canucks i NHL, Manitoba Moose, Chicago Wolves, Utica Comets, St. John's IceCaps, Springfield Falcons och Providence Bruins i AHL, Victoria Salmon Kings, Kalamazoo Wings och Orlando Solar Bears i ECHL samt Saint John Sea Dogs i LHJMQ.
Sauvé draftades i andra rundan i 2008 års draft av Vancouver Canucks som 41:a spelare totalt.

## Statistik
| 2005–2006    | Patriotes de Châteauguay | LHMAAAQ      | 42  | 14 | 15 | 29  | 63  | 19 | 2 | 12 | 14 | 44 |
| 2006–2007    | Saint John Sea Dogs      | LHJMQ        | 60  | 2  | 13 | 15  | 75  | —  | — | —  | —  | —  |
| 2007–2008    | Saint John Sea Dogs      | LHJMQ        | 69  | 6  | 15 | 21  | 92  | 14 | 1 | 2  | 3  | 23 |
| 2008–2009    | Saint John Sea Dogs      | LHJMQ        | 61  | 5  | 25 | 30  | 64  | 4  | 0 | 2  | 2  | 8  |
| 2009–2010    | Saint John Sea Dogs      | LHJMQ        | 61  | 7  | 29 | 36  | 65  | 21 | 5 | 10 | 15 | 36 |
| 2010–2011    | Vancouver Canucks        | NHL          | 5   | 0  | 0  | 0   | 0   | —  | — | —  | —  | —  |
|              | Manitoba Moose           | AHL          | 39  | 3  | 11 | 14  | 24  | 13 | 0 | 1  | 1  | 4  |
|              | Victoria Salmon Kings    | ECHL         | 8   | 0  | 2  | 2   | 4   | —  | — | —  | —  | —  |
| 2011–2012    | Chicago Wolves           | AHL          | 72  | 3  | 7  | 10  | 78  | 3  | 0 | 1  | 1  | 2  |
| 2012–2013    | Chicago Wolves           | AHL          | 17  | 0  | 2  | 2   | 10  | —  | — | —  | —  | —  |
|              | Kalamazoo Wings          | ECHL         | 32  | 10 | 9  | 19  | 40  | —  | — | —  | —  | —  |
| 2013–2014    | Vancouver Canucks        | NHL          | 3   | 0  | 0  | 0   | 0   | —  | — | —  | —  | —  |
|              | Utica Comets             | AHL          | 55  | 0  | 11 | 11  | 56  | —  | — | —  | —  | —  |
| 2014–2015    | Orlando Solar Bears      | ECHL         | 13  | 2  | 2  | 4   | 19  | 4  | 0 | 2  | 2  | 4  |
|              | St. John's IceCaps       | AHL          | 4   | 1  | 0  | 1   | 0   | —  | — | —  | —  | —  |
|              | Springfield Falcons      | AHL          | 17  | 0  | 2  | 2   | 12  | —  | — | —  | —  | —  |
|              | Providence Bruins        | AHL          | 4   | 0  | 1  | 1   | 2   | —  | — | —  | —  | —  |
| NHL totalt   | NHL totalt               | NHL totalt   | 8   | 0  | 0  | 0   | 0   | —  | — | —  | —  | —  |
| AHL totalt   | AHL totalt               | AHL totalt   | 220 | 8  | 36 | 44  | 189 | 16 | 0 | 2  | 2  | 6  |
| ECHL totalt  | ECHL totalt              | ECHL totalt  | 53  | 12 | 13 | 25  | 63  | 4  | 0 | 2  | 2  | 4  |
| LHJMQ totalt | LHJMQ totalt             | LHJMQ totalt | 251 | 20 | 82 | 102 | 296 | 39 | 6 | 14 | 20 | 67 |